# Peace (rijeka)
Peace (engleski: Peace River, francuski: Rivière de la Paix, hrvatski: Rijeka mira) je velika kanadska rijeka duga 1 923 km.

## Zemljopisne karakteristike
Peace se formira u akomulacijskom jezeru Williston koje napajaju rijeke Finlay i Parsnip, koje izviru u kanadskom dijelu Stjenovitih planina u Britanskoj Kolumbiji.Od Jezera Williston Peace lagano meandrira u pravcu sjeveroistoka do svog spoja s rijekom Athabasca s kojom formira Veliku ropsku rijeku, koja pak formira rijeku Mackenzie.
Peace sa svojim pritokama ima porječje veliko oko 302 500 km² koje se proteže preko kanadskih provincija Britanske Kolumbije i Alberte. 
Sve do prvih desetljeća 20. stoljeća je glavna privredna aktivnost u bazenu rijeke bila poljoprivreda, danas je to rudarstvo, eksploatacija nafte i drvna industrija. Na rijeci je 1967. izgrađena velika brana Bennett, visoka 190 m, široka 2 km, za potrebe velikog akomulacionog jezera i hidroelektrane.
Rijeka je ime dobila jer je nakon 1781. postala granica između indijanskih plemena Danezaa (Dabrovi) i Kri, ona su sklopila ugovor o nenapadnju, s rijekom kao granicom međusobnog razgraničenja.

## Vanjske poveznice
- Peace River na portalu Encyclopædia Britannica (engl.)